# Ramuntcho (film, 1938)
Pour les articles homonymes, voir Ramuntcho.
Pour plus de détails, voir Fiche technique et Distribution.
Ramuntcho est un film français réalisé par René Barberis sorti en 1938.

## Synopsis
Au pays basque, le hardi contrebandier Ramuntcho est fiancé avec Gracieuse dont la mère s'oppose formellement au mariage. Ramuntcho part faire son service militaire en Indochine et, quand il revient, découvre que Gracieuse est entrée au couvent. Une ultime rencontre entre les jeunes gens décide de leur avenir : Gracieuse est relevée de ses vœux et les deux amoureux se marient.

## Fiche technique
- Titre : Ramuntcho
- Réalisation : René Barberis
- Scénario : Émile Allard et René Barberis, d'après le roman éponyme de Pierre Loti
- Dialogues : Émile Allard
- Décors : Eugène Lourié
- Photographie : Nicolas Toporkoff
- Opérateur : Henri Alekan
- Musique : Marceau Van Hoorebecke
- Production : F.I.C
- Direction de la production : Pierre Chicherio, Raymond Blondy
- Direction : R.A.C
- Pays d'origine :  France
- Format : Pellicule 35 mm, noir et blanc
- Durée : 90 min
- Genre : Comédie dramatique
- Date de sortie : 
  - France - 11 février 1938
- Affiche : Guy-Gérard Noël (France)

## Distribution
- Louis Jouvet : Itchoua, le chef de la contrebande
- Madeleine Ozeray : Gracieuse Detcharry, la fille de Dolorès
- Line Noro : Franchita, la mère de Ramuntcho
- Françoise Rosay : Dolorès Detcharry
- Odile Rameau : Pantchika, la fiancée de Arrochkoa
- Gabrielle Fontan : Pilar Doyamboru
- Blanche Denège : La bonne mère
- Raymone : La voisine
- Suzanne Nivette : Une sœur
- Paul Cambo : Ramuntcho
- Jacques Erwin : Arrochkoa Detcharry, le fils de Dolorès
- Jean Temerson : Salaberry, l'aubergiste
- René Génin : Le curé
- Nino Constantini : Le brigadier des douanes
- Jean Brochard : Bourlinguet, le douanier
- Georges Saillard : Le capitaine
- Jean Heuzé : Un officier
- Paul Dutourrier : Un contrebandier
- Allamon : Fiorentino
- Tony Murcie : Marco
- Michèle Alfa : Une sœur
- Luis Mariano : Une figuration chantée
- Marie Dena
- Luang Van-Yen
- N. Morgillo
- Pierre Simonet
- Francis Machnik